# Леонида II
Леонида IΙ (грч. Λεωνίδας Β΄ [] – „Лављи син“, „Лаволик“); умро 235. п. н. е.) био је спартански краљ Агијадске династије који је владао од 254. до 235. п. н. е.

## Биографија
Према Плутарху, Леонида је одгојен на персијском двору и оженио Персијанку. Већина историчара сматра да је то био селеукидски двор и да му је жена била једна од кћери Селеука I Никатора. Леонида је имао обичај да носи персијску одећу и на двору живи по персијским обичајима. То је изазивало незадовољство његовом савладару Агису ΙV због чега је Леонида морао да бежи из Спарте. Користећи Агисову заузетост у рату, Леонида се 241. п. н. е. вратио у Спарту, Агиса заробио, подвргнуо суђењу и погубио. Леониду је наследио син Клеомен ΙΙI.